# Dubové (district de Turčianske Teplice)
Dubové (allemand : Daun, hongrois : Turóctölgyes) est un village de Slovaquie situé dans la région de Žilina.

## Histoire
La première mention écrite du village date de 1262.

## Démographie

### Évolution de la population
| Année:               | 1994. | 2004.   | 2014.   | 2024.   |
| -------------------- | ----- | ------- | ------- | ------- |
| Nombre de personnes: | 737   | 758     | 718     | 688     |
| Différence:          |       | +2,84 % | -5,27 % | -4,17 % |

| Année:               | 2023. | 2024.   |
| -------------------- | ----- | ------- |
| Nombre de personnes: | 675   | 688     |
| Différence:          |       | +1,92 % |